# Sharpes spreeuw
Sharpes spreeuw (Pholia sharpii) is een vogel uit de familie Sturnidae. De vogel werd in 1898 door Frederick John Jackson geldig  beschreven als Pholidauges sharpii. De naam is een eerbetoon aan de Britse dierkundige Richard Bowdler Sharpe. Sinds 2023 staat deze vogel weer in de IOC World Bird List in het monotypische geslacht Pholia.

## Kenmerken
De vogel is 18 cm lang en is glanzend blauw van boven en lichtgeel van onder, richting buik steeds donkerder geel.

## Verspreiding en leefgebied
Deze soort komt voor in Centraal-Afrika. De leefgebieden liggen in subtropische en tropisch natuurlijk montaan bos op hoogten tussen de 1400 en 3000 meter boven zeeniveau. De populatiegrootte is niet vastgesteld; de vogel is plaatselijk nog algemeen voorkomend en staat daarom als niet bedreigd op de rode lijst van de IUCN.